# Балево (Вармінсько-Мазурське воєводство)
Балево (пол. Balewo, нім. Blaue Hand) — село в Польщі, у гміні Маркуси Ельблонзького повіту Вармінсько-Мазурського воєводства.
Населення — 79 осіб (2011).
У 1975-1998 роках село належало до Ельблонзького воєводства.

## Демографія
Демографічна структура станом на 31 березня 2011 року:
|          | Загалом | Допрацездатний вік | Працездатний вік | Постпрацездатний вік |
| -------- | ------- | ------------------ | ---------------- | -------------------- |
| Чоловіки | 38      | 7                  | 29               | 2                    |
| Жінки    | 41      | 6                  | 26               | 9                    |
| Разом    | 79      | 13                 | 55               | 11                   |